# Castelo de Yarmouth
O Castelo de Yarmouth Castle é um forte mandado construir por Henrique VIII em 1547 para proteger o Porto de Yarmouth na Ilha de Wight da ameaça de ataques franceses. Com cerca de 30m, o castelo em forma de quadrado estava inicialmente equipado com 15 peças de artilharia e uma guarnição de 20 homens. Tinha um bastião em forma de seta no lado-terra, o que o diferenciava, em estilo, dos anteriores bastiões circulares utilizados nos Device Forts construídos no tempo de Henrique VIII, e foi o primeiro do género a ser construído em Inglaterra.
Durante os séculos XVI e XVII, o castelo sofreu algumas alterações; o lado virado para o mar foi transformado numa plataforma equipada com peças de artilharia, e foi construída uma zona para abrigo dos artilheiros. Também foi construído um baluarte no lado leste do castelo, e colocada uma bataria adicional no ancoradouro da cidade, a oeste. Durante a maior parte da Guerra civil inglesa da década de 1640 esteve na posse do  Parlamento; no seguimento da Restauração, foi reforçado por pelo rei Carlos II de Inglaterra nos anos 1670.
A fortificação permaneceu em utilização nos séculos XVIII e XIX, apesar de conter apenas uma pequena guarnição e pouco equipamento de defesa, até que em 1885 estes desocuparam, definitivamente, o castelo. Após um curto período como posto de sinalização da guarda costeira, o castelo retomou a sua função de defesa militar durante a Primeira e Segunda guerras mundiais. No século XXI, a organização English Heritage passou a gerir o castelo como atracção turística.